# Savannah Clovers FC
El Savannah Clovers FC es un equipo de fútbol de Estados Unidos que juega en la National Independent Soccer Association, tercera división nacional.

## Historia
Fue fundado en el año 2016 en la ciudad de Savannah, Georgia por un grupo de aficionados al fútbol de la ciudad con el fin de crear una plataforma para el fútbol de alto nivel en la ciudad. El nombre del club es una referencia al trébol, el emblema de la ciudad, y los colores son verde y blanco.
El 3 de agosto de 2017 el club se unión a la United Premier Soccer League (UPSL) para el verano de 2018 y en su primera temporada jugó en la Southeast Conference. Al final de la temporada el récord del equipo fue de cuatro victorias, cuatro derrotas y dos empates.
En 2018 finalizó en segundo lugar de la Southeast Conference y con ello su primera clasificación a los playoffs en la NPSL. A pesar de ser eliminados en la primera ronda, la temporada fue considerada exitosa y ayudó al equipo a establecerse como competitivo. En 2019 los Savannah Clovers FC terminaron en primer lugar de la Southeast Conference y avanzaron a la segunda ronde en los playoffs. Con su participación en la liga, varios de sus jugadores fueron seleccionados al equipo All-Conference.
El 11 de enero de 2022 se anunció que el club pasaría a jugar a nivel profesional uniéndose a la National Independent Soccer Association (NISA) para la temporada de 2023, con lo que el club pasó a ser el primer equipo de fútbol profesional en Savannah.